# 今村ふわり
今村 ふわり（いまむら ふわり、2003年（平成15年）12月5日 - ）は、ファルーカモデルズ所属。

## 人物・来歴
- 身長163cm
- 福岡県久留米市出身